# Mercury Grand Marquis
Ne doit pas être confondu avec Mercury Marquis.
La Mercury Grand Marquis était une automobile produite par Mercury entre 1983 et 2011.

## Historique
Entre 1974 et 1982, les véhicules premium du modèle Mercury Marquis sont appelés Grand Marquis et ce n'est qu'en 1983 que le Grand Marquis devient un modèle à part entière. La production du modèle s'étend de 1983 à 2010, année de la fin de la marque Mercury, sur 3 générations de modèles : 1983-1991, 1991-1998 et 1998-2010.Construite à St Thomas au Canada
Ford, la maison mère de la firme Mercury, a lancé simultanément la Ford Crown Victoria basé sur le modèle Grand Marquis.